# New Museum of Contemporary Art

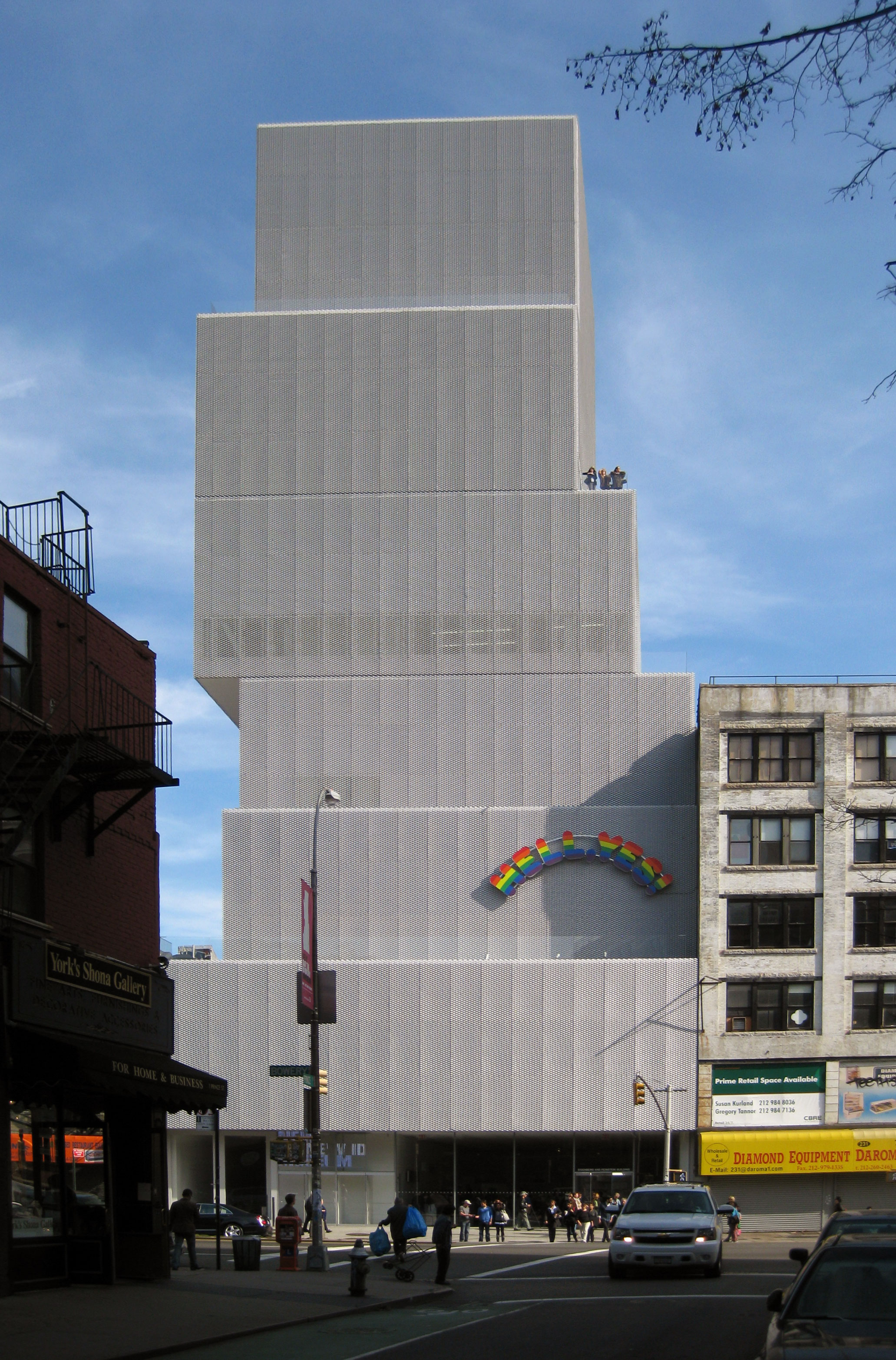
New Museum of Contemporary Art (2009)

Das New Museum of Contemporary Art ist ein Museum für zeitgenössische Kunst in New York City. Das Museum wurde 1977 gegründet und gilt als eines der weltweit angesehensten Museen für Kunst der Gegenwart.

## Geschichte des Museums
Das New Museum of Contemporary Art wurde 1977 von Marcia Tucker gegründet, die davor den Posten der Kuratorin für Gemälde und Skulptur am Whitney Museum innehatte. Während ihrer Zeit als Direktorin des New Museum kuratierte Tucker zusammen mit ihrem Team 1983 den amerikanischen Pavillon auf der 41. Kunstbiennale in Venedig. 1999 wurde Lisa Phillips als Direktorin berufen. Wie ihre Vorgängerin war auch sie vorher Kuratorin am Whitney.
Tuckers Idee war es, eine neue Art von Museum aufzubauen, das ausschließlich mit zeitgenössischen Künstlern zusammenarbeitet. Ihr Motto war: „New Art, New Ideas“. Außerdem wollte sie aus jeder Ausstellung ein Werk erwerben und diese Werke alle zehn Jahre wiederum veräußern. Damit wollte sie entgegen der üblichen Definition der Institution Museum die Sammlung immer aktuell zeitgenössisch halten. Doch so radikal wurde diese Idee nie umgesetzt; es entstand und entsteht eine eigene Sammlung, die aus der Zusammenarbeit mit den ausgestellten Künstlern resultiert.

## Standort und Gebäude
Während der ersten fünf Jahre des Bestehens hatte das New Museum nur ein permanentes Büro. Die Ausstellungen wurden an wechselnden Orten durchgeführt. 1983 zog das New Museum in das Astor Building in SoHo mit der Adresse 583 Broadway, zwischen Houston Street und Prince Street. 1994 wurde das Astor Building verkauft und nach einer Luxussanierung in Eigentumswohnungen umgewandelt. Das Museum konnte dabei das zweite Geschoss erwerben.
2005 wurde mit dem Neubau für das Museum an der Bowery Street auf Höhe der Prince Street begonnen. Im Dezember 2007 wurde das von den japanischen Architekten Kazuyo Sejima und Ryue Nishizawa des Tokioter Architektenbüros SANAA entworfene, siebenstöckiges Gebäude mit einer Nutzfläche von circa 20.000 m² eröffnet. Der Neubau wurde von einer Reihe von Architekturkritikern als sehr gelungen bezeichnet.
Bereits 2008 erwarb das Museum das südliche Nachbargebäude. 2017 wurde OMA mit dem Entwurf eines Anbaus an diesem Standort beauftragt. Shohei Shigematsu von OMA veröffentlichte 2019 die Pläne für den Anbau, der der bis zum Jahr 2022 fertiggestellt werden sollte. Tatsächlich wurde der Anbau erst in diesem Jahr begonnen. Das vorhandene Museumsgebäude wurde im März 2024 geschlossen, damit der Anbau fertiggestellt werden kann; die Wiedereröffnung ist für 2025 vorgesehen. 

## Ausstellungen
Im Museum werden jedes Jahr circa sechs große Ausstellungen gezeigt, teils Einzelausstellungen, teils Gruppenausstellungen. Dabei wurden eine Reihe von inzwischen bekannten Künstlern erstmals in einer großen Ausstellung gewürdigt. Jeff Koons hatte hier 1980 seine erste Einzelausstellung. Die Ana-Mendieta-Retrospektive von 1987 – zwei Jahre nach dem gewaltsamen Tod der Künstlerin – wurde auch wegen des Zustandekommens der Ausstellung weithin wahrgenommen. Der südafrikanische Künstler William Kentridge hatte im New Museum 2001 seine erste amerikanische Retrospektive. Auch Andrea Zittel wurde 2006 im New Museum erstmals in einer großen Retrospektive gezeigt.
2011 zeigte das Museum die Ausstellung Ostalgia in der Künstler aus den Staaten des Ostblocks und aus den Staaten der Sowjetunion mit ihren Werken gezeigt werden. Der Hauptfinanzier der Ausstellung war der russische Oligarch Leonid Mikhelson.
Im Jahre 2012 präsentierte das Museum die vorher im Museo Nacional Centro de Arte Reina Sofia in Madrid gezeigte Ausstellung Rosemarie Trockel - A Cosmos, die 2013 zur Serpentine Gallery in London weiterging.